# Barbara Hansel
Barbara Hansel (* 18. September 1983 in Oberndorf bei Salzburg) ist eine österreichische Beachvolleyballspielerin.

## Karriere
Hansel begann ihre Beachvolleyball-Karriere im Jahr 2000 und absolvierte ihre ersten Turniere in Österreich mit ihrer Schwester Julia Hansel. Zwei Jahre später kam sie mit ihrer neuen Partnerin Sara Montagnolli zusammen. Das Duo erreichte 2003 in Bali als Neunter die erste Top-Ten-Platzierung und beendete die Weltmeisterschaft 2003 auf Platz 33. Bei der Europameisterschaft 2004 kamen sie in Timmendorfer Strand auf den 19. Rang. Während der Saison wechselte Hansel ihre Partnerin und trat nun mit Christina Gschweidl an. Das neue Paar gewann noch im gleichen Jahr den nationalen Titel. 2005 in Berlin gab es wie bei der vorherigen Weltmeisterschaft wieder Platz 33. Bei den Europameisterschaften 2007 in Valencia (17) und 2008 in Hamburg (25) waren die Ergebnisse ebenfalls mittelmäßig.
Seit dem Jahr 2009 spielt Hansel wieder mit Montagnolli. Nach zwei neunten Plätzen bei den Open-Turnieren in Brasília und Osaka qualifizierten sie sich für die Weltmeisterschaft in Stavanger. Anschließend verpassten sie als Vierter in Klagenfurt nur knapp eine Medaille und bei der Europameisterschaft in Sotschi erreichten sie den neunten Rang. Ein Jahr später gewannen sie Bronze bei den Marseille Open und wurden Fünfte bei der Beachvolleyball-Europameisterschaft 2010 in Berlin. Bei der Weltmeisterschaft 2011 schieden sie als Gruppenletzte nach der Vorrunde aus. Bei der Beachvolleyball-Europameisterschaft 2011 in Kristiansand gewannen Hansel/Montagnolli die Silbermedaille.
Im Juli 2012 beendete Montagnolli ihre Karriere nach dem Grand Slam in Klagenfurt. In Stare Jabłonki trat Hansel mit Magdalena Jirak an. Im September 2012 spielte sie  als Ersatz für Jekaterina Chomjakowa mit Jewgenija Ukolowa bei den russischen Staatsmeisterschaften und gewann den Titel.
2013 bildete sie ein Duo mit Katharina Schützenhöfer. Hansel/Schützenhöfer kamen bei den Fuzhou Open auf den 17. Platz und wurden beim Grand Slam in Corrientes Siebter. Bei der WM in Stare Jabłonki erreichten sie das Achtelfinale, wo sie gegen ihre Landsfrauen Schwaiger/Schwaiger ausschieden und Platz neun belegten. Von 2013 bis 2014 spielte Hansel mit Bianca Zass und ab 2014 mit Stefanie Schwaiger. Im August 2016 beendete sie ihre Karriere.